# Cervejaria Hill Farmstead
Cervejaria Hill Farmstead foi fundada em 2010 por Shaun Hill, em Greensboro Dobrar, Vermont, Estados Unidos. Está localizada em Vermont, a cerca de setenta quilômetros da maior cidade do estado, Burlington.

## História
O fundador Shaun Hill aprendeu a fazer cerveja para uma feira de ciências, enquanto no ensino médio e, em seguida, começou um homebrew clube na faculdade. a Sua primeira experiência comercial foi no Galpão, em Vermont. Hill, em seguida, passou a fabricar a bebida na Dinamarca com Fanø Bryghus e Nørrebro Bryghus, antes de voltar para os EUA para iniciar a sua própria cervejaria.

## Prêmios
Desde a sua inauguração, a fábrica recebeu ampla aclamação por suas cervejas em uma variedade de estilos, principalmente American Pale Ale, IPA, Porter e Saison. Em 2011, a cervejaria foi agraciada com o título de 'Melhor Nova Cervejaria do Mundo' pelo site de opinião de consumidores RateBeer.com. Em 2012, 2014 e 2015, a comunidade do site RateBeer nomeou-a 'a Melhor Cervejaria do Mundo' (tendo terminado em segundo lugar em 2013). por conseguinte, a cervejaria ganhou também os títulos de 2015 "Melhor Cervejaria em Vermont' e 'Melhor Cervejaria dos Estados Unidos.